# Ezio Bettini
Ezio Bettini (Brescia, 10 dicembre 1932 – Brescia, 12 settembre 2018) è stato un calciatore italiano, di ruolo attaccante.

## Carriera
Cresciuto nel Brescia, nel 1951 passa in prestito alla Società Sportiva Antonini. Rientrato alle Rondinelle, ha giocato dal 1953 al 1955 due campionati di Serie B, facendo il suo esordio il 13 settembre 1953 in Brescia-Cagliari (1-0). Ha poi militato nel Como, sempre in Serie B, e nel Campionato Interregionale 1957-1958 milita nel Falck Vobarno.